# 衣笠晴香
衣笠 晴香（きぬがさ はるか、2月27日 - ）は、日本の女性声優。東京都出身。東京俳優生活協同組合所属。

## 略歴
俳協ボイスアクターズスタジオ59期生。2022年4月1日、東京俳優生活協同組合に所属。
2023年9月28日、AKIBAカルチャーズ劇場がプロデュースする「声優アイドル」総合プロジェクトの「ツボミシンフォニー」およびツボミシンフォニー内のユニット「H4K」に所属。

## 人物
声種はソプラノ。
特技はクラシックバレエ（9年）、剣道（初段）、書道（準二段）。趣味は歌唱、ギター、華道、合気道。

## 出演

### テレビアニメ
- 外れスキル《木の実マスター》 〜スキルの実（食べたら死ぬ）を無限に食べられるようになった件について〜（2025年、ライト〈幼少期〉）
- 君のことが大大大大大好きな100人の彼女（2025年、花見客C）
- 全修。（2025年、子供たち）

### ゲーム
- けものフレンズ3（2022年、カマイタチ・転[6]）
- ブラウンダスト2（2023年、ルクレチア[7]、ベアトリス[7]）
- 逆転オセロニア（2024年、ララ[8]）

### 朗読劇
- IRO 第2回公演 花回廊～言葉、巡る縁の追憶～（2023年11月15日 - 11月19日、ウエストエンドスタジオ） - トラ 役[9]